# Prva slovenska nogometna liga 2004-2005
La Prva slovenska nogometna liga 2004-2005 (in lingua italiana: Primo campionato calcistico sloveno 2004-2005), detta anche Si.mobil Vodafone liga 2004-2005 per motivi di sponsorizzazione, abbreviata in 1. SNL 2004-2005, è stata la quattordicesima edizione della massima serie del campionato di calcio sloveno, disputata tra il 1º agosto 2004 e il 29 maggio 2005 e conclusa con la vittoria del Gorica, al suo terzo titolo.
Capocannoniere del torneo fu Kliton Bozgo (Maribor), con 18 reti.
Nel ranking UEFA 2004-05, la 1. SNL si piazzò al 19º posto (28º nel quinquennale 2000-2005).

## Formula
Le partecipanti furono 12 e, dopo una prima fase in cui le squadre si incontrarono in un turno di andata e ritorno per un totale di 22 partite, le prime sei giocarono il girone per il titolo (Liga za prvaka) con ulteriori 10 partite partendo dai punti conquistati nella prima fase, mentre le ultime sei con lo stesso sistema il girone per evitare la retrocessione (Liga za obstanek). L'ultima fu retrocessa in Druga slovenska nogometna liga e la penultima disputò uno spareggio contro la seconda della druga liga per la permanenza nella massima serie.
Le squadre qualificate alle coppe europee furono quattro: i campioni alla UEFA Champions League 2005-2006, la seconda classificata e la vincitrice della coppa nazionale alla Coppa UEFA 2005-2006 e un ulteriore club alla Coppa Intertoto 2005.

### Avvenimenti
Šmartno ob Paki (8° in 1. SNL 2003-2004) e Rudar Velenje (1° in 2. SNL 2003-2004, promosso) non si iscrissero al campionato e furono sostituite dal Bela Krajina (2° in 2. SNL 2003-2004, sconfitta nello spareggio) e Zagorje (3° in 2. SNL 2003-2004).
A fine campionato Olimpia Lubiana, Mura e NK Lubiana furono retrocesse dalla Federcalcio slovena per motivi finanziari.

## Squadre partecipanti
| Squadra                 | Città           | Stadio              | Stagione 2003-04 | Stagione 2003-04 |
| Squadra                 | Città           | Stadio              | Pos.             | Divisione        |
| ----------------------- | --------------- | ------------------- | ---------------- | ---------------- |
| HIT Gorica              | Nova Gorica     | Stadio Športni Park | 1°               | 1. SNL           |
| KD Olimpija             | Lubiana         | Stadio Bežigrad     | 2°               | 1. SNL           |
| Maribor Pivovarna Laško | Maribor         | Stadion Ljudski vrt | 3°               | 1. SNL           |
| FC Koper                | Capodistria     | Stadio Bonifika     | 4°               | 1. SNL           |
| Mura                    | Murska Sobota   | Stadio Fazanerija   | 5°               | 1. SNL           |
| Primorje                | Aidussina       | Mestni stadion      | 6°               | 1. SNL           |
| Domžale                 | Domžale         | Športni park        | 7°               | 1. SNL           |
| CMC Publikum            | Celje           | Arena Petrol        | 9°               | 1. SNL           |
| Viator&Vektor Ljubljana | Lubiana         | Stadion ŽŠD         | 10º              | 1. SNL           |
| Drava                   | Ptuj            | Mestni stadion      | 11º              | 1. SNL           |
| Bela Krajina            | Črnomelj        | Stadion Loka        | 2°               | 2. SNL           |
| Zagorje                 | Zagorje ob Savi | Mestni stadion      | 3º               | 2. SNL           |

## Classifiche

### Prima fase
|                     | Pos. | Squadra         | Pt | G  | V  | N | P  | GF | GS | DR  |
| ------------------- | ---- | --------------- | -- | -- | -- | - | -- | -- | -- | --- |
|                     | 1.   | Gorica          | 47 | 22 | 14 | 5 | 3  | 39 | 20 | +19 |
|                     | 2.   | Celje           | 37 | 22 | 11 | 4 | 7  | 33 | 18 | +15 |
|                     | 3.   | Primorje        | 35 | 22 | 10 | 5 | 7  | 28 | 20 | +8  |
|                     | 4.   | Olimpia Lubiana | 35 | 22 | 10 | 5 | 7  | 28 | 26 | +2  |
|                     | 5.   | Domžale         | 33 | 22 | 9  | 6 | 7  | 33 | 27 | +6  |
|                     | 6.   | Drava Ptuj      | 32 | 22 | 9  | 5 | 8  | 27 | 27 | 0   |
|                     | 7.   | Maribor         | 32 | 22 | 9  | 5 | 8  | 30 | 27 | +3  |
|                     | 8.   | NK Lubiana      | 29 | 22 | 7  | 8 | 7  | 30 | 32 | −2  |
|                     | 9.   | Mura            | 28 | 22 | 7  | 7 | 8  | 31 | 28 | +3  |
|                     | 10.  | Bela Krajina    | 21 | 22 | 5  | 6 | 11 | 20 | 39 | −19 |
|                     | 11.  | Koper           | 19 | 22 | 4  | 7 | 11 | 20 | 30 | −10 |
|                     | 12.  | Zagorje         | 13 | 22 | 2  | 7 | 13 | 11 | 36 | −25 |
| Fonte: wildstat.com |      |                 |    |    |    |   |    |    |    |     |

Legenda:
      Ammessa al gruppo per il titolo
      Ammessa al gruppo per la salvezza
Note:

Tre punti a vittoria, uno a pareggio, zero a sconfitta.
In caso di arrivo di due o più squadre a pari punti, la graduatoria viene stilata secondo la classifica avulsa tra le squadre interessate (= scontri diretti).

### Classifica finale
|                        | Pos. | Squadra         | Pt | G  | V  | N  | P  | GF | GS | DR  |
| ---------------------- | ---- | --------------- | -- | -- | -- | -- | -- | -- | -- | --- |
| GRUPPO PER IL TITOLO   |      |                 |    |    |    |    |    |    |    |     |
| Slovenia (bandiera)    | 1.   | Gorica          | 65 | 32 | 18 | 11 | 3  | 49 | 23 | +26 |
|                        | 2.   | Domžale         | 52 | 32 | 14 | 10 | 8  | 48 | 36 | +8  |
|                        | 3.   | Celje           | 52 | 32 | 16 | 4  | 12 | 47 | 28 | +19 |
|                        | 4.   | Primorje        | 46 | 32 | 12 | 10 | 10 | 37 | 30 | +7  |
|                        | 5.   | Drava Ptuj      | 46 | 32 | 12 | 10 | 10 | 40 | 36 | +4  |
|                        | 6.   | Olimpia Lubiana | 37 | 32 | 10 | 7  | 15 | 34 | 52 | −18 |
| GRUPPO PER LA SALVEZZA |      |                 |    |    |    |    |    |    |    |     |
|                        | 7.   | Maribor         | 51 | 32 | 15 | 6  | 11 | 47 | 36 | +11 |
|                        | 8.   | Mura            | 44 | 32 | 11 | 11 | 10 | 43 | 39 | +4  |
|                        | 9.   | NK Lubiana      | 42 | 32 | 10 | 12 | 10 | 38 | 43 | −5  |
|                        | 10.  | Bela Krajina    | 37 | 32 | 9  | 10 | 13 | 31 | 44 | −13 |
|                        | 11.  | Koper           | 36 | 32 | 9  | 9  | 14 | 38 | 41 | −3  |
|                        | 12.  | Zagorje         | 14 | 32 | 2  | 8  | 22 | 18 | 62 | −44 |
| Fonte: wildstat.com    |      |                 |    |    |    |    |    |    |    |     |

Legenda:
      Campione di Slovenia e qualificato alla UEFA Champions League 2005-2006
      Qualificato alla Coppa UEFA 2005-2006.
      Ammesso alla Coppa Intertoto UEFA 2005.
  Partecipa allo spareggio.
  Retrocesso direttamente.
      Retrocesso in 2. SNL 2005-2006.
      Escluso dal campionato.
Regolamento:
Tre punti a vittoria, uno a pareggio, zero a sconfitta.
In caso di arrivo di due o più squadre a pari punti, la graduatoria viene stilata secondo la classifica avulsa tra le squadre interessate (= scontri diretti).

## Risultati
|                     | Gor  | Cel  | Pri  | Oli  | Dom  | Dra  | Mar  | Lub  | Mur  | B.K  | Kop  | Zag  |
| ------------------- | ---- | ---- | ---- | ---- | ---- | ---- | ---- | ---- | ---- | ---- | ---- | ---- |
| Gorica              | –––– | 0–1  | 0–0  | 2–0  | 2–0  | 1–2  | 2–1  | 0–0  | 2–0  | 1–1  | 2–0  | 6–0  |
| Gorica              | –––– | 2–0  | 1–1  | 2–0  | 0–0  | 0–0  | —    | —    | —    | —    | —    | —    |
| Celje               | 1–1  | –––– | 2–0  | 4–1  | 2–3  | 0–1  | 2–2  | 3–0  | 2–0  | 2–0  | 3–0  | 2–0  |
| Celje               | 0–1  | –––– | 1–0  | 2–1  | 3–1  | 1–2  | —    | —    | —    | —    | —    | —    |
| Primorje            | 2–3  | 1–0  | –––– | 2–0  | 3–1  | 0–0  | 3–1  | 0–0  | 3–1  | 4–0  | 2–1  | 0–0  |
| Primorje            | 0–2  | 2–0  | –––– | 0–0  | 0–1  | 1–1  | —    | —    | —    | —    | —    | —    |
| Olimpia             | 2–3  | 1–4  | 2–1  | –––– | 1–1  | 2–1  | 1–0  | 4–1  | 0–2  | 2–0  | 2–0  | 1–0  |
| Olimpia             | 1–1  | 0–6  | 2–3  | –––– | 1–3  | 0–2  | —    | —    | —    | —    | —    | —    |
| Domžale             | 1–2  | 2–0  | 1–2  | 0–1  | –––– | 3–2  | 2–1  | 6–1  | 0–0  | 3–1  | 1–1  | 0–0  |
| Domžale             | 1–1  | 1–0  | 1–1  | 3–0  | –––– | 3–3  | —    | —    | —    | —    | —    | —    |
| Drava               | 2–2  | 1–0  | 0–2  | 0–0  | 0–1  | –––– | 2–0  | 2–4  | 2–0  | 0–1  | 3–2  | 2–1  |
| Drava               | 0–0  | 0–1  | 1–1  | 4–1  | 0–1  | –––– | —    | —    | —    | —    | —    | —    |
| Maribor             | 1–2  | 2–0  | 1–0  | 0–3  | 1–1  | 2–1  | –––– | 0–2  | 1–1  | 5–0  | 0–0  | 2–0  |
| Maribor             | —    | —    | —    | —    | —    | —    | –––– | 3–0  | 2–0  | 2–0  | 1–1  | 3–0  |
| Lubiana             | 4–0  | 0–2  | 3–0  | 0–1  | 1–1  | 1–1  | 1–2  | –––– | 1–4  | 1–1  | 2–0  | 2–0  |
| Lubiana             | —    | —    | —    | —    | —    | —    | 1–0  | –––– | 0–0  | 0–0  | 0–1  | 2–1  |
| Mura                | 1–2  | 0–0  | 2–2  | 1–1  | 2–0  | 3–1  | 2–3  | 1–2  | –––– | 3–1  | 1–3  | 2–0  |
| Mura                | —    | —    | —    | —    | —    | —    | 1–3  | 1–1  | –––– | 0–0  | 3–2  | 2–1  |
| Bela Krajina        | 0–1  | 2–1  | 1–0  | 1–0  | 1–2  | 2–3  | 1–2  | 1–1  | 2–2  | –––– | 1–4  | 1–0  |
| Bela Krajina        | —    | —    | —    | —    | —    | —    | 3–0  | 1–1  | 1–1  | –––– | 1–0  | 0–0  |
| Koper               | 0–2  | 0–1  | 1–0  | 1–1  | 0–2  | 0–0  | 1–3  | 2–2  | 0–0  | 1–1  | –––– | 3–0  |
| Koper               | —    | —    | —    | —    | —    | —    | 3–1  | 1–1  | 0–2  | 1–0  | –––– | 5–0  |
| Zagorje             | 1–3  | 1–1  | 0–1  | 2–2  | 3–2  | 0–1  | 0–0  | 1–1  | 0–3  | 1–1  | 1–0  | –––– |
| Zagorje             | —    | —    | —    | —    | —    | —    | 0–2  | 1–3  | 1–2  | 1–3  | 2–4  | –––– |
| Fonte: wildstat.com |      |      |      |      |      |      |      |      |      |      |      |      |

## Statistiche

### Classifica marcatori
| Pos.               | Giocatore           | Squadra               | Reti |
| ------------------ | ------------------- | --------------------- | ---- |
| 1                  | Kliton Bozgo        | Maribor               | 18   |
| 2                  | Saša Ranić          | Gorica                | 14   |
| 3                  | Darko Djukič        | Koper                 | 13   |
| 3                  | Sead Zilić          | Drava Ptuj            | 13   |
| 5                  | Dalibor Stevanovič  | Domžale               | 11   |
| 6                  | Sebastjan Cimirotič | Celje/Olimpia Lubiana | 10   |
| 6                  | Slaviša Dvorančič   | Domžale               | 10   |
| 6                  | Dražen Žeželj       | Primorje              | 10   |
| 6                  | Ermin Rakovič       | Mura                  | 10   |
| 6                  | Abdulrazak Ekpoki   | NK Lubiana            | 10   |
| Fonte: prvaliga.si |                     |                       |      |